# Tracey Gold

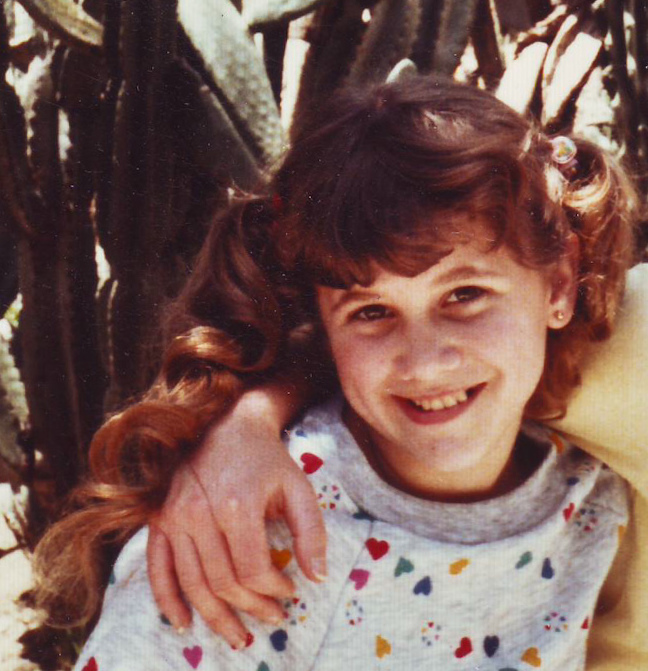
Tracey Gold

Tracey Claire Gold (* 16. Mai 1969 als Tracy Claire Fisher in New York City, New York) ist eine US-amerikanische Schauspielerin. Ihre bekannteste Rolle spielte sie in den 1980er Jahren, in der Comedyserie Unser lautes Heim, als Carol Seaver.

## Leben
Tracey Gold wurde als Tracey Claire Fisher in New York geboren. Ihre jüngere Schwester Missy ist ebenfalls Schauspielerin. Ihre Mutter Bonnie arbeitete in einer Werbeagentur. Als Gold in der Vorschule war, heiratete ihre Mutter Harry Goldstein. Von seinem Nachnamen leitete Gold ihren Künstlernamen ab. Goldstein wurde später ein mächtiger Hollywood-Agent. Gold hat noch drei Halbschwestern.
1992 ließ sie sich wegen Magersucht behandeln. Über Jahre hinweg hat sich die Krankheit bei ihr lebensbedrohlich entwickelt. Sie geht offen damit um und gibt Interviews darüber.
Gold hat ihren Ehemann Roby Marshall durch Joanna Kerns, mit der sie auch privat befreundet ist, kennengelernt. Marshall fungierte 1989 als Berater für die Verfilmung des Mordes an seiner Mutter (die von Kerns gespielt wurde), der von seinem Vater in Auftrag gegeben wurde. Die beiden sind seit 1994 verheiratet und haben vier Söhne (* 1997, * 1999, * 2004, * 2008).

## Karriere
Ihre erste Rolle erhielt Gold im Alter von vier Jahren für einen Werbespot von Pepsi. Danach hatte sie zwei kleine Gastrollen. 1979 spielte sie an der Seite von Shirley Jones in der wenig erfolgreichen Serie Shirley. In Goodnight Beantown spielte sie 1983 neben Bill Bixby.
Im Jahr 1985 erhielt Gold die Rolle der Carol Seaver in der Serie Unser lautes Heim, nachdem die ursprüngliche Besetzung beim Testpublikum durchgefallen war und die Rolle neu besetzt wurde. Die Serie lief von 1985 bis 1992. Gold wurde damit zu einem bekannten Teen-Star. 1988 spielte sie in dem Teen-Film Dance ‘Til Dawn, neben anderen jungen Schauspielern wie Alyssa Milano und Matthew Perry. Vor und nach ihrem Engagement bei Unser lautes Heim spielte Gold in vielen verschiedenen TV-Filmen mit.
Über die Erlebnisse im Umgang ihrer Essstörung schrieb Gold 2003 mit Julie McCarron das Buch Room to Grow: An Appetite for Life.
Seit 2011 moderiert sie eine TV-Show, in der sie Essgestörten mit Unterstützung von professionellen Therapeuten und Beratern hilft.

## Filmografie (Auswahl)
- 1976: Captains and the Kings (Miniserie)
- 1978: Quincy (Fernsehserie, Folge 4x03)
- 1979–1983: Fantasy Island (Fernsehserie, Folgen 2x25, 7x06)
- 1979: CHiPs (Fernsehserie, Folgen 3x09, 3x10)
- 1979–1980: Shirley (Fernsehserie, 13 Folgen)
- 1980–1984: Trapper John, M.D. (Fernsehserie, Folgen 2x01–2x02, 5x15)
- 1980: Marilyn: The Untold Story
- 1981: Auf der Suche nach dem kleinen Glück (A few days in Weasel Creek)
- 1982: Du oder Beide (Shoot the Moon)
- 1983: Was wird nur aus den Kindern? (Who will love my Children?)
- 1985–1992: Unser lautes Heim (Growing Pains, Fernsehserie, 166 Folgen)
- 1986: The Blinkins (Sprechrolle)
- 1986: Rocket Man (The Best of Times)
- 1988: Dance ‘Til Dawn
- 1993: Ein Kind um jeden Preis – Die Geschichte der Arlette Schweitzer (Labor of Love: The Arlette Schweitzer Story)
- 1994: Magersüchtig – Schrei nach Liebe (For the Love of Nancy)
- 1995: Die Rache der Schönheitskönigin (Beauty’s Revenge)
- 1996: Gefährliche Erinnerung (The Perfect Daughter)
- 1996: Diagnose: Mord (Diagnosis Murderer, Fernsehserie, Folge 4x08)
- 1998: Ein Hauch von Himmel (Touched by an Angel, Fernsehserie, Folge 5x02)
- 1998: Mörderin aus Liebe (The Girl Next Door)
- 2000: Zweimal im Leben (Twice in a Lifetime, Fernsehserie, Folge 1x20)
- 2000: Unser lautes Heim – Der Film (The Growing Pains Movie)
- 2002: Wildfire 7: The Inferno
- 2003: Dead Zone (Fernsehserie, Folge 2x07)
- 2004: Unser lautes Heim – Die Rückkehr der Seavers (Growing Pains: Return of the Seavers)
- 2006: Safe Harbor
- 2007: Final Approach – Im Angesicht des Terrors (Final Approach)
- 2008: Solar Flare
- 2009: Sight Unseen
- 2011: Your Love Never Fails
- 2012: Arachnoquake (Fernsehfilm)
- 2013: Melissa & Joey (Fernsehserie, Folge 3x09)
- 2014: My Dad’s a Soccer Mom
- 2016: I Know Where Lizzie Is
- 2016: All Hallows’ Eve